# 8e régiment mixte colonial
Le 8e régiment mixte colonial est une unité de l'armée française.

## Création et différentes dénominations
- 14 mars 1915 - Création du 8e régiment mixte colonial
  - Un bataillon du dépôt du 8e régiment d'infanterie coloniale
  - Un bataillon du dépôt du 5e régiment d'infanterie coloniale
  - 7e bataillon de tirailleurs sénégalais du Maroc[1]
- 5 août 1915 - Devient le 58e régiment d'infanterie coloniale

## Chefs de corps
- Mars 1915 : Lieutenant-colonel Frèrejean

## Drapeau du régiment
Il porte les inscriptions :

## Historique
- 2 mai 1915 : Embarquement à Toulon pour la presqu'île de Gallipoli.
- Bataille des Dardanelles
- 7 mai 1915 : Combats du Kéréves Déré, puis organisation d'un secteur dans cette région.

### Rattachements
2e division d'infanterie du Corps Expéditionnaire d'Orient